# Torneo de Valencia 2006
El Torneo de Valencia 2006 fue la edición número decimosegunda del Torneo de Valencia. Se celebró desde el 10 de abril hasta el 16 de abril, de 2006.

## Campeones

### Individual
Nicolás Almagro vence a  Gilles Simon, 6-2, 6-3

### Dobles
David Škoch /  Tomáš Zíb vencen a  Lukáš Dlouhý /  Pavel Vízner, 6-4, 6-3